# Campeonato Uruguaio de Futebol de 1918
O Campeonato Uruguaio de Futebol de 1918 consistiu em uma competição com dois turnos, no sistema de todos contra todos. O campeão foi o Peñarol.

## Classificação[1]
| Pos | Equipe               | Pts | J  | V  | E | D  | GP | GC | SG  |
| --- | -------------------- | --- | -- | -- | - | -- | -- | -- | --- |
| 1°  | Peñarol              | 32  | 18 | 15 | 2 | 1  | 43 | 5  | 38  |
| 2°  | Nacional             | 30  | 18 | 14 | 2 | 2  | 52 | 9  | 43  |
| 3°  | Universal            | 23  | 18 | 8  | 7 | 3  | 25 | 16 | 9   |
| 4°  | Dublin               | 21  | 18 | 9  | 3 | 6  | 31 | 22 | 9   |
| 5°  | Montevideo Wanderers | 19  | 18 | 9  | 1 | 8  | 25 | 21 | 4   |
| 6°  | Reformers            | 16  | 18 | 5  | 6 | 7  | 9  | 22 | -13 |
| 7°  | Central              | 14  | 18 | 4  | 6 | 8  | 13 | 21 | -8  |
| 8°  | River Plate FC       | 14  | 18 | 4  | 6 | 8  | 16 | 40 | -24 |
| 9°  | Charley              | 8   | 18 | 2  | 4 | 12 | 11 | 37 | -26 |
| 10° | Misiones             | 3   | 18 | 0  | 3 | 15 | 5  | 37 | -32 |

|  | Campeão.   |
|  | Rebaixado. |

Promovido para a próxima temporada: Belgrano.
| Campeonato Uruguaio de 1918 |
| --------------------------- |
| Peñarol Campeão (6º título) |